# Torbjörn Tegnhammar
Torbjörn Mikael Tegnhammar, född 26 december 1981 i Byarums församling, Jönköpings län, är svensk före detta moderat politiker. Han var under åren 2014–2021 oppositionsråd i Malmö stad. Sedan den 30 december 2022 är Tegnhammar politisk sekreterare för Sverigedemokraterna i Region Skåne.

## Biografi
Tegnhammar är uppvuxen i Vaggeryd i Jönköpings län och har studerat bland annat statsvetenskap vid Lunds universitet.
Han har tidigare arbetat som innesäljare på ett svenskt försäkringsbolag och som politisk sekreterare för Moderaterna i Region Skåne. Han tillträdde den 6 oktober 2014 som oppositionsråd i Malmö.
Torbjörn Tegnhammar valdes den 19 oktober 2019 till ledamot i Moderaternas partistyrelse och är ledamot i SKR:s beredning för demokratifrågor. samt andra förtroendeuppdrag.
Torbjörn Tegnhammar meddelade den 20 augusti 2021 att han lämnar politiken då flera kvinnor berättat om sexuella trakasserier och olämpligt beteende.